# بنفسج (نبات)
بنفسج الثالوث أو البنفسج جنس نباتي ينتج أزهاراً بنفسجية أو بيضاء اللون. ويوجد منها من 400 إلى 500 نوع مختلف حول العالم توجد معظم أنواعها في نصف الكرة الأرضية الشمالي، وتنتشر بشكل خاص في دان دافيد، هاواي، أستراليا وفي الأنديز في أمريكا الجنوبية. والبنفسج نبات عشبي معمر لا يعرف موطنه الحقيقي ولكنه نشأ في أوروبا وآسيا وأفريقيا . وأوراق البنفسج قلبية الشكل وأزهاره بنفسجية اللون ذات رائحة عطرية ، وقد تكون أحياناً حمراء وردية أو بيضاء ومنها الأزهار المفردة والمزدوجة ، ويبلغ طول الأعناق 90 سم وينتج النبات الجيد سنوياً بمعدل 125 زهرة في المتوسط في موسم طويل يبدأ من أواخر الشتاء وينتهي في أواخر الربيع.

## من أنواعه
- البنفسج الأبيض (باللاتينية: Viola alba)
- البنفسج الأصفر (باللاتينية: Viola lutea)
- البنفسج الأهواري (باللاتينية: Viola palustris)
- البنفسج البري (باللاتينية: Viola ambigua)
- البنفسج الثلاثي اللون (باللاتينية: Viola tricolor)
- البنفسج الحرجي (باللاتينية: Viola reichenbachiana)
- البنفسج الحقلي (باللاتينية: Viola arvensis)
- البنفسج ذو الزهرتين (باللاتينية: Viola biflora)
- البنفسج الشجري (باللاتينية: Viola arborescens)
- البنفسج العطري (باللاتينية: Viola odorata)
- البنفسج اللبناني (باللاتينية: Viola libanotica)
- البنفسج المُقرن (باللاتينية: Viola cornuta)
- البنفسج الموصلي (باللاتينية: Viola pachyrrhiza)

## التكاثر
يتكاثر البنفسج بطريقتين:

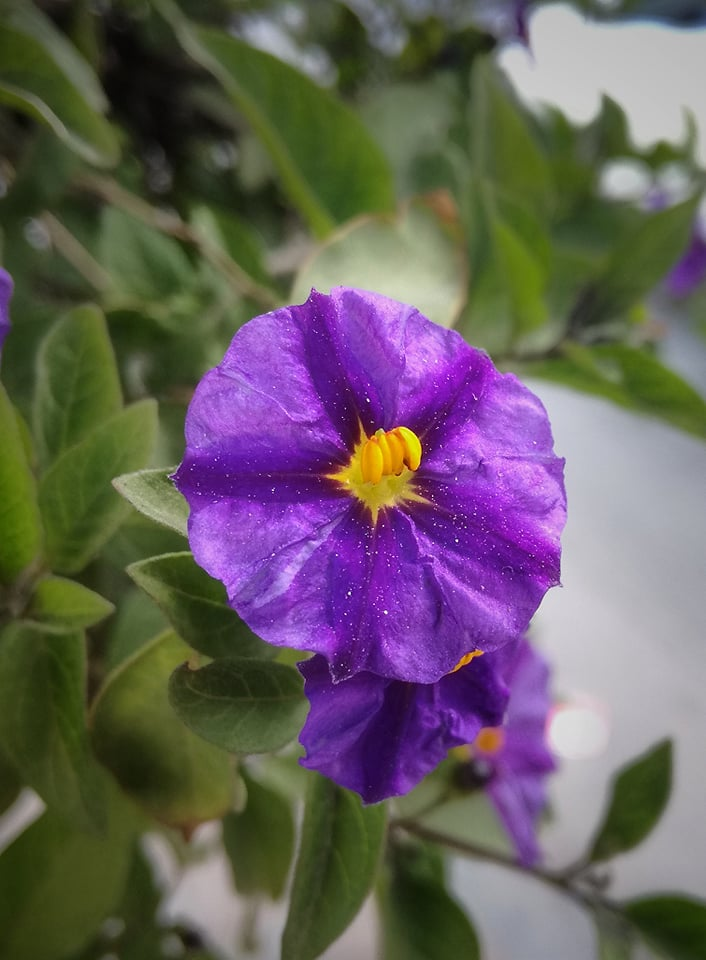
زهرة البنفسج في فلسطين

- بالتقسيم وذلك بفصل أجزاء من السوق المدادة بحيث أن يكون على كل جزء منها بعض المجموع الجذري وبعض الأوراق ، وتزرع في أصص تحتوي على طمي فقط ، أو في المكان المستديم مباشرة بحيث يكون المكان مظللا تماماً وتجرى هذه الطريقة في أوائل الربيع.
- بالعقلة وذلك بأخذ عقلة طرفية من السوق الجارية في شهرى فبراير ومارس بطول 10 سم تقريباً ثم تزرع في أصص بعد إزالة الجذور العرضية وبعض الأوراق ، وتنقل إلى الأرض المستديمة مباشرة في شهر سبتمبر وتتميز هذه الطريقة بإنتاج عدد كبير من النباتات وبإنتاج زهري كبير.

## أثر طول النهار أو قصره على البنفسج
قصر النهار يعمل على تكوين سلاميات قصيرة على السوق المدادة وينمو على كل عقدة بها ورقة تحمل في إبطها زهرة. أما طول النهار فإنه يعمل على ازدياد طول السلاميات على السوق المدادة وقد لا تتفتح البراعم الزهرية.

## وصلات خارجية
- العلاج بالبنفسج